# Alina Skarzyńska
Alina Skarzyńska (z domu Romanowska) pseudonim „Fala” (ur. 17 stycznia 1927 w Jabłonnie, zm. 28 lipca 1966 w Warszawie) – członkini Związku Walki Zbrojnej i Armii Krajowej; łączniczka, strzelec bojowy i sanitariuszka w powstaniu warszawskim w szeregach AK; plutonowa AK; więzień polityczny okresu stalinowskiego.

## Życiorys
Alina Skarzyńska urodziła się 17 stycznia 1927 r. jako jedyna córka Witalisa Romanowskiego i Amelii (z d. Krzyczkowskiej) we wsi Jabłonna pod Warszawą. W wieku pięciu lat straciła ojca, który zmarł na gruźlicę. Uczyła się w Warszawie w gimnazjum handlowym, które zakończyła małą maturą.

### Okres okupacji
Alina Skarzyńska mieszkała z mamą przy ul. Długiej 18 lok. 32 na Starym Mieście w Warszawie w domu który później został spalony w czasie powstania warszawskiego. Wiosną 1943 r. (dokładna data nie jest znana), czyli w wieku około szesnastu lat rozpoczęła działalność konspiracyjną w Związku Walki Zbrojnej, w której to organizacji złożyła przysięgę. Jej najbliższymi koleżankami w konspiracji były: Zofia Żochowska ps. „Róża”, Helena Żochowska ps. „Janka”, Melania Kozłowska ps. „Wisła”, Wanda Lewandowska ps. „Wanda”, Jadwiga Lewandowska ps. „Iwona”, Wanda Magnuszewska ps. „Zebra”, Władysława Magnuszewska ps. „Zula”.
Duża część jej kolegów i późniejszego Batalionu „Gozdawa” była zaangażowana w działalność czwartej największej organizacji konspiracyjnej – „Miecz i Pług”. Nawiązanie kontaktów akurat z tym środowiskiem było prawdopodobnie podyktowane przypadkiem – w okolicy domu jej stryjenki na ul. Targowej 64 lok. 91, którą często odwiedzała organizowano odprawy żołnierskie i ćwiczenia z bronią prowadzone były przez członków ZWZ oraz „Miecz i Pług” m.in. Juliana Głowackiego ps. „Ogórek” i Józefa Jasińskiego ps. „Wyrwa”.
Na rok 1943 r. można datować pierwsze kontakty Skarzyńskiej z Bogusławem Hrynkiewiczem – jednym z przywódców „Miecz i Pług”. Był on w rzeczywistości agentem NKWD (a także prawdopodobnie Gestapo), który na zlecenie Mariana Spychalskiego i Moskwy rozpracowywał środowiska polskiej konspiracji niepodległościowej – w szczególności ZWZ (późniejsze AK) i organizację „Miecz i Pług”. Jego rola nie była znana uczestnikom wydarzeń aż do lat 50. XX w., czyli czasów spektakularnej ucieczki Józefa Światło z PRL do Stanów Zjednoczonych, kiedy to uciekinier po raz pierwszy opisuje działania Hrynkiewicza.
Skarzyńska razem z koleżankami zostały oddelegowane do pracy jako kolporterki prasy podziemnej i łączniczkikonspiracyjne działające na terenie Warszawy.
Środowisko w którym się obracała weszło w skład Batalionu „Gozdawa” im. Stefana Czarnieckiego – początkowo zwanego Batalionem Praskim lub Oddziałem Praskim. W kwietniu 1944 r. wszedł on w skład Zgrupowania AK „Łukasiński”.

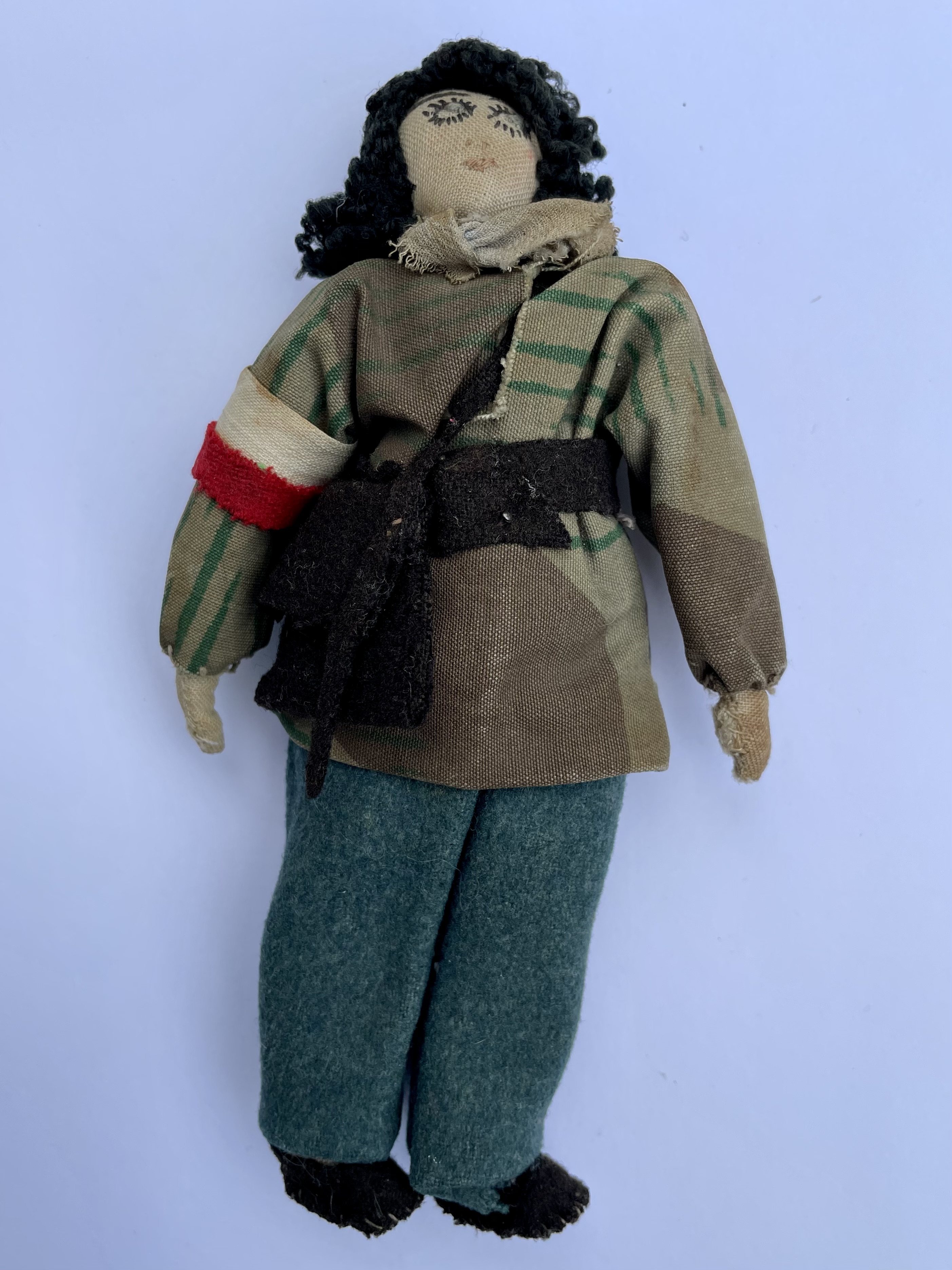
Lalka łączniczki wykonana przez Alinę Skarzyńską w pracowni krawieckiej więzienia Fordon

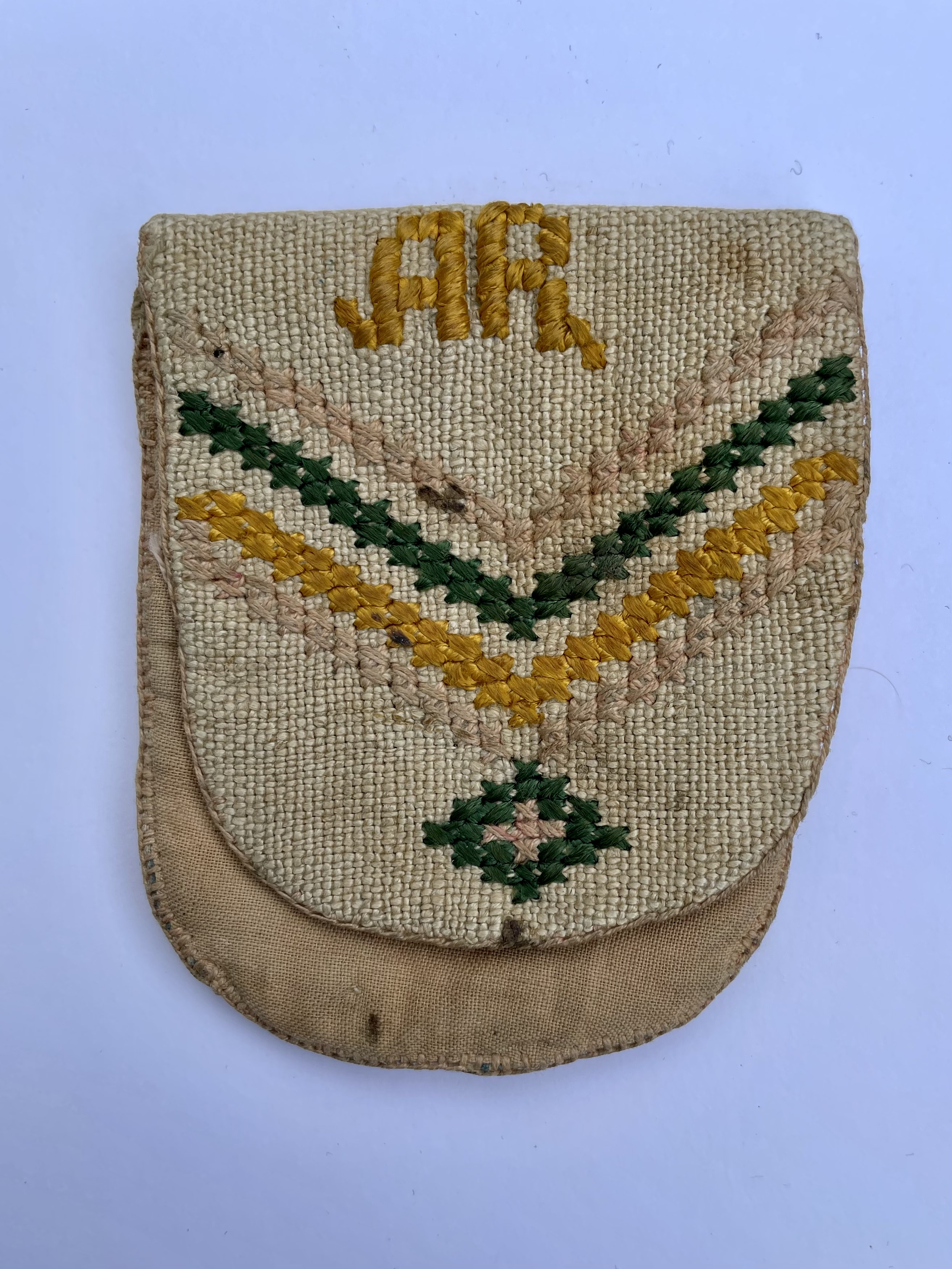
Futerał na ryngraf z chleba wykonany przez Alinę Skarzyńską w pracowni krawieckiej więzienia Fordon

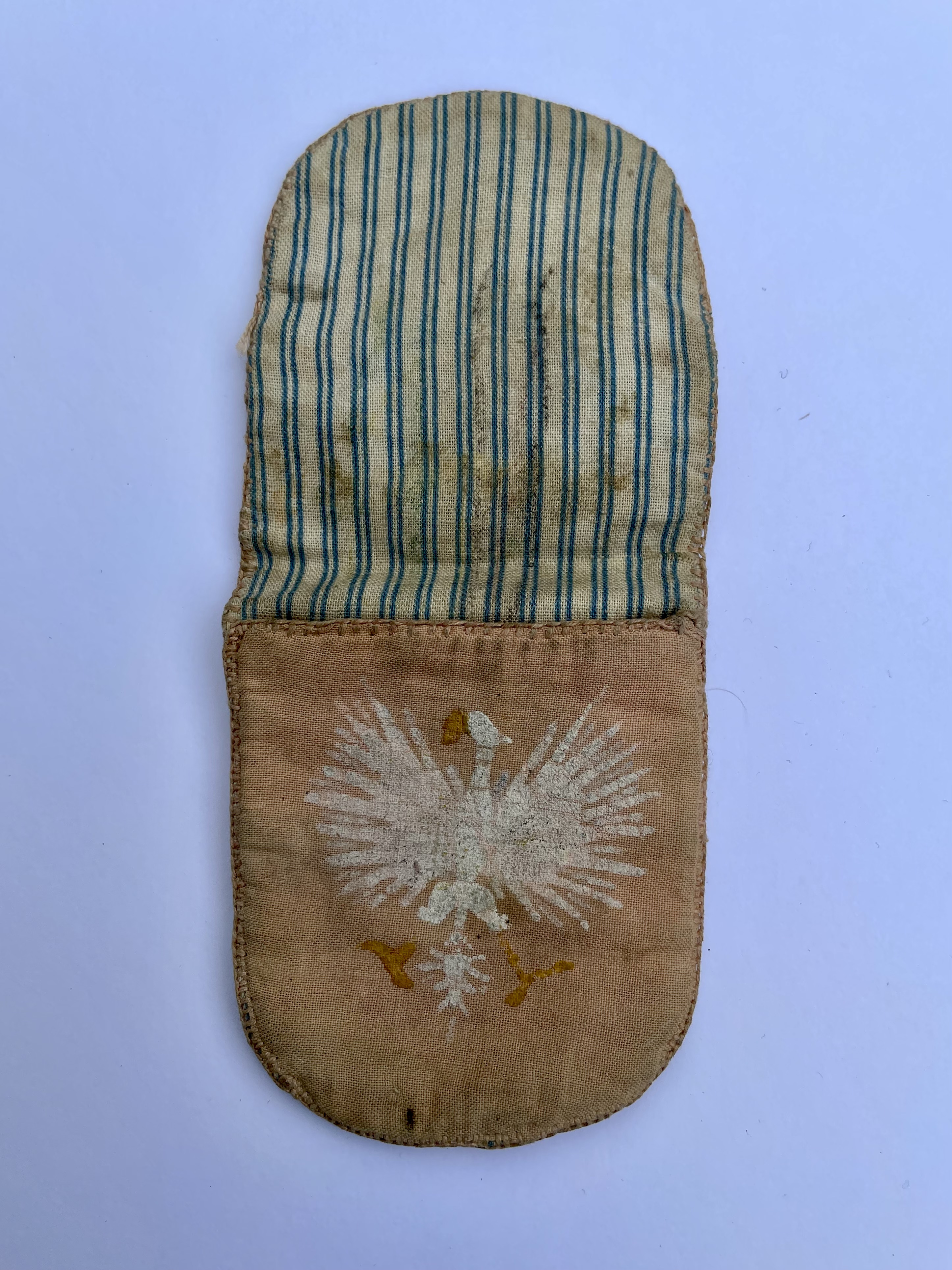
Futerał na ryngraf z chleba wykonany przez Alinę Skarzyńską w pracowni krawieckiej więzienia Fordon

### Powstanie warszawskie
Podczas powstania warszawskiego Skarzyńska była sanitariuszką, łączniczką i strzelcem bojowym. Walczyła na Starym Mieście i w Śródmieściu, w kompanii Romana Rota ps. „Jawor”.
28 lipca 1944 r., stawiła się w wyznaczonym przez dowódców punkcie zbornym przy ul. Długiej, czekając trzy dni na rozkaz rozpoczęcia walk. Uczestniczyła m.in. w potyczkach o gmach centrali telefonicznej przy ul. Tłomackiej (współcześnie północna pierzeja placu Bankowego), gdzie oddziały niemieckie używały gazów bojowych, którymi „Fala” również się zatruła. Na „Reducie Matki Boskiej”, pod ostrzałem nieprzyjaciela ściągała razem z koleżankami rannych żołnierzy z przedpola. Braki w uzbrojeniu były odczuwalne na każdym kroku, Alinie i jej koleżankom zdarzało się pełnić nocne warty bez karabinów. Dziewczyny dysponowały pojedynczymi granatami. Odwaga jej i jej koleżanek zadziwiała dowódców. Brała udział w krwawych walkach o gmach Banku Polskiego przy ul. Bielańskiej. W ostatnich dniach sierpnia dowództwo podjęło decyzję o ewakuacji zdolnych do walki żołnierzy ze Starego Miasta do Śródmieścia. Alina pomimo własnych ran pomagała nieść kanałami (na odcinku z pl. Krasińskich do ul. Wareckiej) swojego ciężko rannego dowódcę Romana Rota ps. „Jawor”. Za to później została odznaczona Krzyżem Walecznych.
Po miesiącu walk w Śródmieściu, w wyniku kapitulacji 3 października 1944 r., wraz z grupą około piętnastu osób (zainspirowanych przez jednego z dowódców – ppor. „Sokoła”), opuściła stolicę razem z ludnością cywilną. Zdecydowana była na kontynuowanie pracy konspiracyjnej.

### Afera szpiegowska
Alina Skarzyńska razem koleżankami i mieszkańcami Warszawy trafiła do obozu przejściowego w Pruszkowie. Przy pomocy kolegów z konspiracji udało się im z niego uciec i dostać się do Skierniewic gdzie znajdowała się komenda „Miecz i Pług”.
Tam, dziewczyny otrzymały od Mieczysława Przystasza ps. „Pług” i Bogusława Hrynkiewicza zadanie przekroczenia linii frontu, które miało nastąpić w nocy z 28/29 listopada 1944 r. Łączniczki z otrzymanej od dowódców listy miały zapamiętać pytania o charakterze wywiadowczym, dotyczące sytuacji na tyłach wojsk radzieckich.
„Fala” razem z towarzyszkami zostały przetransportowane do Modlina, gdzie ku ich niedowierzaniu trafiły do siedziby niemieckiej SD (z którą Hrynkiewicz prawdopodobnie miał jakieś układy). Wmanewrowane w tę sytuację, z zadaniem przekroczenia linii frontu i zdobywania informacji o zapleczu armii radzieckiej na rzecz polskiej konspiracji, przebywały w siedzibie SD – wrogiej organizacji wywiadowczej. Było to dla nich niezrozumiałe, ale nie ośmielały się kwestionować rozkazów swoich dowódców.
Przerzut 2 grudnia 1944 r. skończył się fiaskiem, jedna z koleżanek, Melania Kozłowska ps. „Wisła”, została zastrzelona, Skarzyńska zaś z pozostałymi aresztowana przez żołnierzy Wojska Polskiego – co było to dla nich dużym szczęściem, ponieważ zatrzymywani przez żołnierzy radzieckich byli rozstrzeliwani na miejscu.

### Proces i więzienie
Natychmiast po aresztowaniu zostało rozpoczęte brutalne przesłuchanie z zarzutem szpiegostwa na rzecz nazistowskich Niemiec – wyjątkowo dotkliwym dla działaczki polskiego ruchu oporu. Śledztwo prowadził radziecki oficer NKWD i tłumacz.
Skarzyńska została przeniesiona do Więzienia Specjalnego na Zamku Lubelskim (podczas transportu rozstrzelano kilkunastu współwięźniów). Po wielogodzinnych brutalnych przesłuchaniach prowadzonych przez starszego śledczego Głównego Zarządu Informacji Wojska Polskiego kapitana Władysława Czerniawskiego, podpisała protokoły przesłuchań. W grudniu 1945 r., spędziła pierwsze Święta Bożego Narodzenia poza domem – w więzieniu.
W dniu 27 stycznia 1945 r. Wojskowy Sąd Garnizonowy w Lublinie skazał Alinę Skarzyńską na więzienie i pozbawienie praw publicznych na pięć lat. Przez cały okres odbywania kary, jej matka Amelia pisała prośby (w tym osobiście do Bolesława Bieruta) o złagodzenie wyroku i ułaskawienie – były one zawsze rozpatrywane negatywnie.
W więzieniu na Zamku Lubelskim przebywała do 26 maja 1945 r. Następnie została przeniesiona do więzienia we Wronkach, gdzie pozostawała do 2 stycznia 1946 r., a następnie trafiła do więzienia w Fordonie.
„Fala” razem z koleżankami traktowane były w więzieniu okrutnie ze względu na wyrok szpiegostwa na rzecz Niemiec – zachowanie współwięźniarek, pospolitych kryminalistek, zmieniło się, gdy dowiedziały się że uwięzione są w rzeczywistości członkiniami polskiego ruchu oporu. W ostatnim z więzień „Fala” dużo czytała, lepiła rzeźby z chleba, pisała wiersze i pracowała w pracowni krawieckiej (tam powstał futerał na ryngraf z chleba i laleczka łączniczki).
Również w więzieniu Skarzyńska pozostawała niepokorna. Być może dlatego została obarczona przez naczelnika więzienia odpowiedzialnością za bunt więźniarek zakończony krótkotrwałą poprawą traktowania osadzonych.
Zasądzoną karę odbyła w całości. Przekreśliło to jej szanse na ukończenie edukacji (chciała studiować historię sztuki), a znamię kryminalistki przez wiele lat uniemożliwiło jej znalezienie pracy. Inwigilowana była przez Urząd Bezpieczeństwa wiele lat po wyjściu z więzienia.
Skarzyńska nie zdecydowała się na współpracę ze służbami i zachowała swoją niezłomną postawę, w przeciwieństwie do wielu jej kolegów i koleżanek, którzy poddani presji, szykanom i prześladowaniom zaczęli współpracować z aparatem represji.
13 lipca 1957 r., po dwunastu latach od aresztowania rozpoczął się proces rehabilitacyjny Skarzyńskiej i koleżanek zakończony oczyszczeniem ich ze wszystkich zarzutów. Był on jednym z wielu podobnych procesów oczyszczających opinię polskich działaczy niepodległościowych rozpoczętych w okresie „odwilży” po śmierci Józefa Stalina.
W 1952 r. wyszła za mąż za Romualda Skarzyńskiego, z którym doczekała się trzech córek: Ewy, Hanny i Renaty.
Zmarła 28 lipca 1966 r. i została pochowana na Cmentarzu Bródnowskim w Warszawie (kwatera 20G).

## Ordery i odznaczenia
- Krzyż Walecznych[16],
- Srebrny Krzyż Zasługi z Mieczami (legitymacja zniszczona – relacja córek),
- Krzyż Armii Krajowej (księga nadania, Studium Polski Podziemnej, Londyn, leg. 1174),
- Warszawski Krzyż Powstańczy (uchwałą Rady Państwa nr O-27 z dnia 10 lutego 1982 r.)
- Medal zwycięstwa i wolności 1945 (uchwałą Rady Państwa nr O/431 z dnia 18 września 1961 r.)
- Krzyż Partyzancki[16]